# زنبق ألباني
الزنبق الألباني (الاسم العلمي: Lilium albanicum) نوع نباتي ينتمي إلى جنس الزنبق من الفصيلة الزنبقية. موطنه البلقان.